# Grote Veenderplas
De Grote Veenderplas of het Mobagat is een voormalige zandwinplas in de Nederlandse gemeente Ede en ligt langs de A30, de Scherpenzeelseweg en de Renswoudsestraatweg en is ontstaan begin jaren 1970. De plas is ongeveer 9,5 ha groot, is op het diepste punt 15 m diep, en heeft 1300 m met bomen beplante oevers. Het water bestaat uit kwelwater van de Veluwe. In 1986 werd de Stichting Beheer Natuur en Landelijk gebied (SBNL) eigenaar na schenking door de firma Mosterd.
In de plas komen o.a karper, zeelt, winde, brasem, blankvoorn, ruisvoorn, snoekbaars, snoek en baars voor waarop door de Hengelsportvereniging Barneveld wordt gevist. Daarnaast komen mosselsoorten veel voor. Ook modderkruipers komen in de plas voor.
In oktober 2008 werd er in het kader van een herinrichting ondanks veel verzet van de omwonenden 40.000 m³ verontreinigde baggerspecie (slib categorie B) aan de noordkant bij de Scherpenzeelseweg in de plas gestort en afgedekt met bouwgrond voor het verondiepen van de plas. Het storten is in mei 2009 tijdelijk gestaakt naar aanleiding van het rapport van de Commissie Verheijen, die door de minister Jacqueline Cramer werd ingesteld. In totaal zou er 400.000 m3 gestort worden. Het storten gebeurde door de Grondbank GMG.
In april 2011 is definitief gestopt met het storten van baggerspecie in de plas. De aanwezige bagger en verontreinigde grond zal afgedekt worden met een schone laag grond. Een deel van de plas zal natuurvriendelijke oevers krijgen. Ook zullen er een paddenpoel en paaiplekken voor vissen komen. Het waterschap Vallei en Eem neemt 150.000 euro van de kosten voor haar rekening, beheert de plas en moet toezien op de kwaliteit van het water.

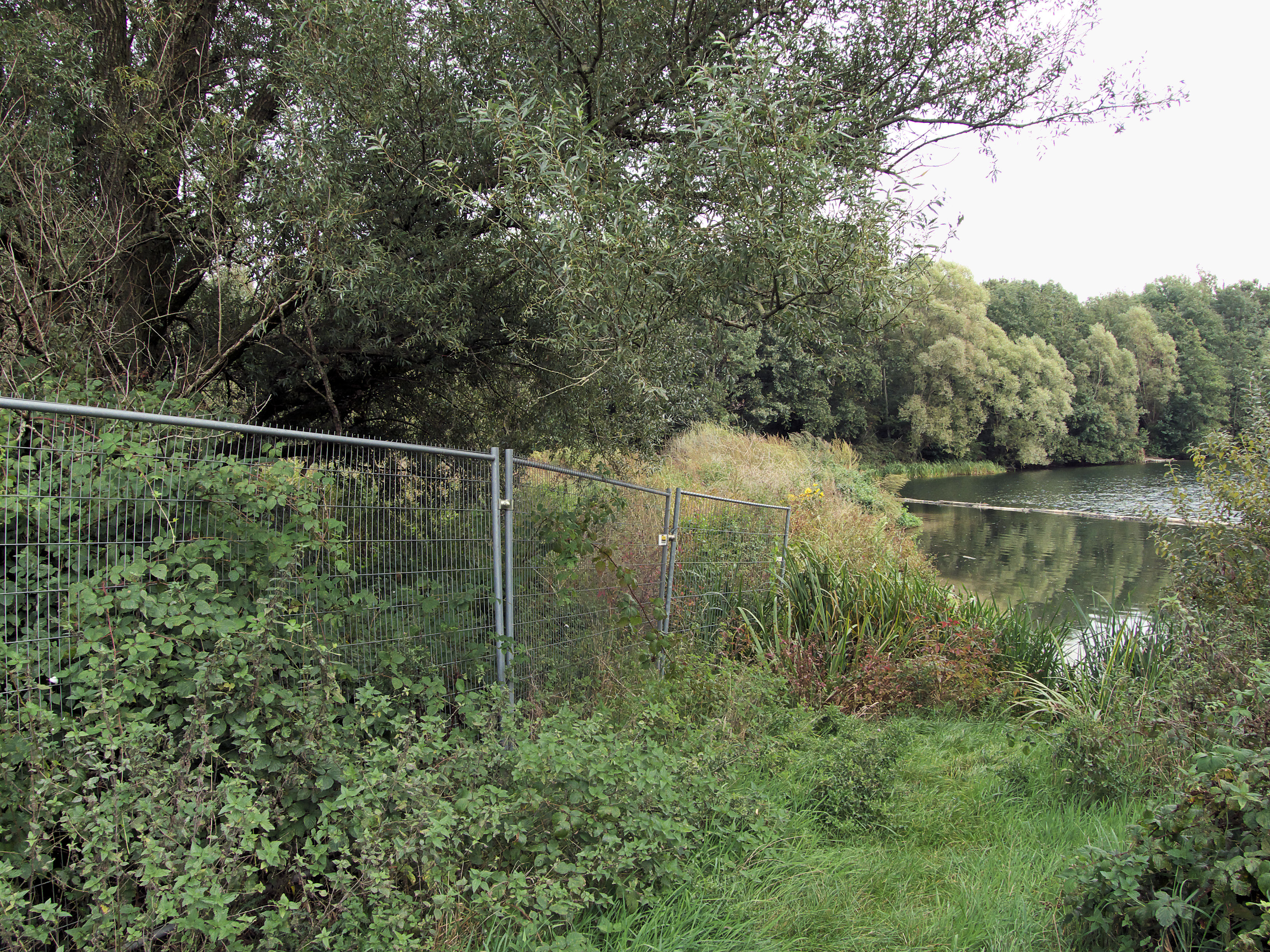
Noordzijde stort
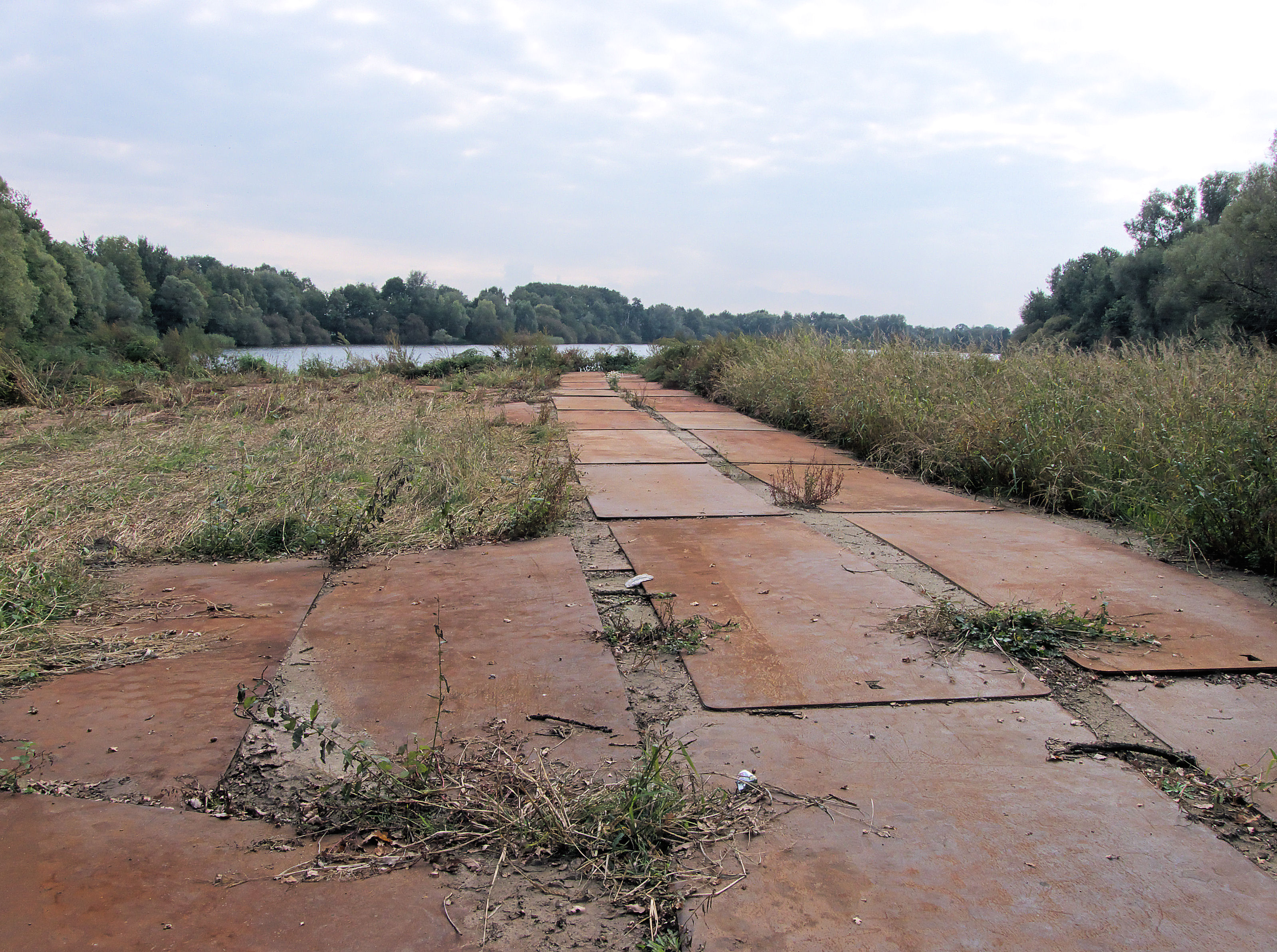
Noordzijde stort
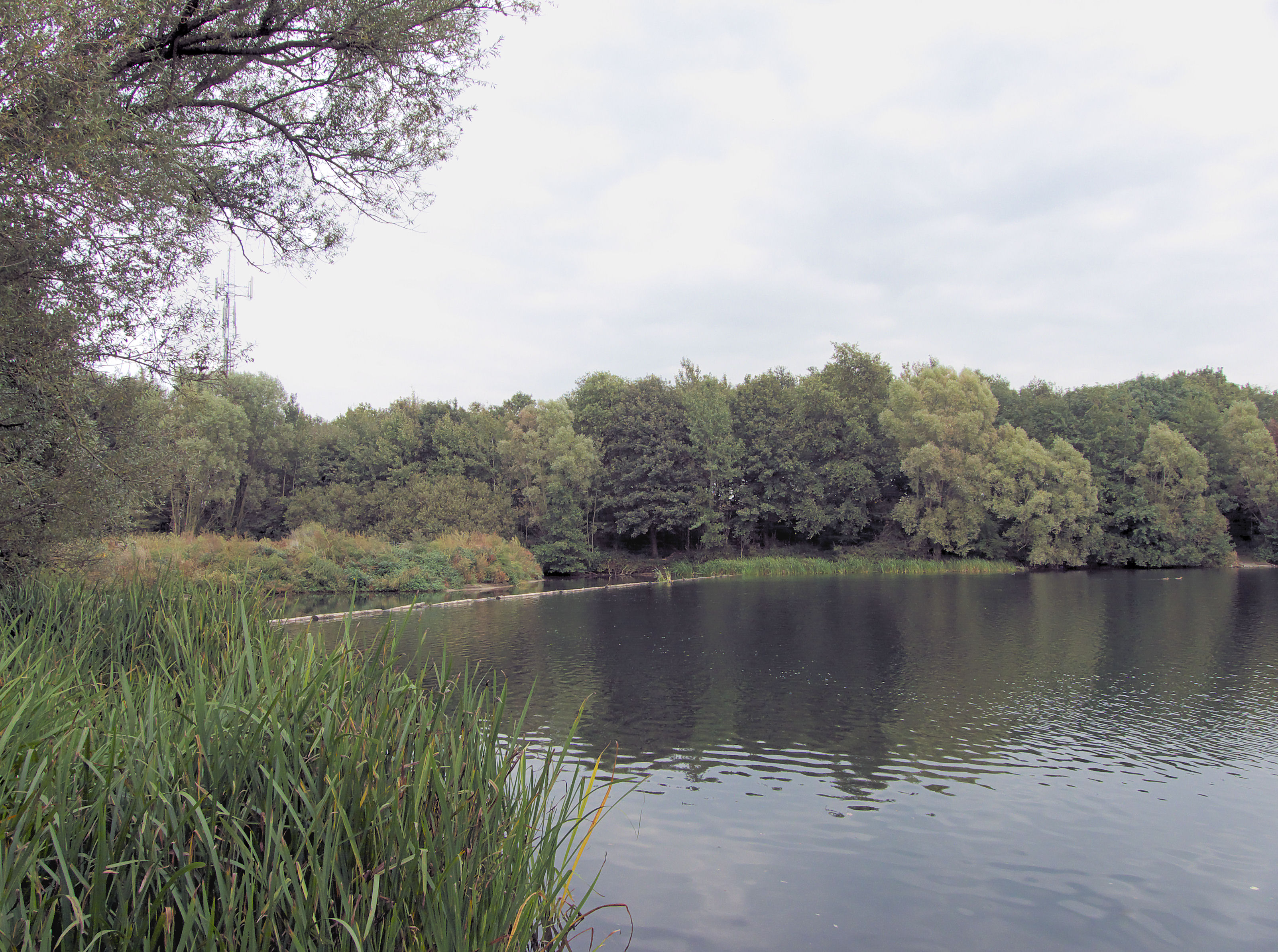
Noordzijde stort